# Ofensiva de Yelnia
La Ofensiva de Yelnia (en ruso Ельнинская операция) fue una ofensiva ejecutada por el Ejército Rojo el 30 de agosto de 1941, enmarcada dentro de la batalla de Smolensk, que tenía el objetivo de intentar acabar con la saliente alemana alrededor de Yelnia, creado después de la captura de la ciudad de Smolensk. La ofensiva finalizó el 8 de septiembre de ese mismo año, y aunque no se logró liberar Smolensk, se eliminó la saliente en Yelnia.
Después de haber tomado la ciudad de Smolensk, situada a 378 kilómetros al suroeste de Moscú, los ejércitos alemanes se colocaron en el saliente de Yelnia, preparándose para lanzar su asalto contra Moscú. El general Guderian ordenó al 46.º Cuerpo Panzer del general Von Viettinghoff que prosiguiera el avance hacia el oeste, en dirección a Moscú. El 20 de julio de 1941, los tanques alemanes capturaron la pequeña población de Yelnia, situada en terreno elevado a unos 50 km al sudeste de Smolensk, junto con una cabeza de puente sobre el río Desná, un punto que podía servir como excelente trampolín para la posterior continuación del avance hacia Moscú. En su avance, el 46.º Cuerpo Panzer había creado un saliente que quedaba rodeado por tres lados por fuerzas soviéticas, y su retaguardia estaba amenazada ya que la bolsa de Smolensk aún no había sido reducida y miles de soldados rusos trataban de escapar hacia el este combatiendo. 
En julio de 1941, Zhúkov fue sustituido del puesto de jefe del Estado Mayor del Ejército Rojo, que ocupaba desde enero de 1941, y asumió el mando del Frente de la Reserva. El 19 de julio de 1941 las tropas alemanas, tras haber tomado Smolensk, ocuparon la aldea de Yelnia. Guderian siempre consideró Yelnia un punto muy importante estratégicamente, una ciudad que podría servir de base para lanzar un futuro asalto hacia Moscú; no es casualidad que también fuera ocupada por los franceses durante la invasión al Imperio Ruso comandada por Napoleón Bonaparte en 1812. 
El 26 de agosto, la Stavka ordenó al XXII Ejército Soviético, comandado por el mayor general Konstantin Rakutin, que iniciara una ofensiva el 30 de agosto contra esa saliente.  
El 3 de septiembre, los alemanes se dieron cuenta de su precaria situación en la ciudad, e iniciaron la retirada. Los soviéticos consiguieron recuperar Yelnia el 6 de septiembre. Aunque no se logró liberar Smolensk, debido a que la ofensiva del Ejército Rojo que quiso seguir explotando su victoria, sin embargo, el 8 de septiembre chocó con una línea defensiva alemana que detuvo su avance en seco. 
El ataque a Yelnia, aunque sólo a nivel militar, fue el primer éxito del ejército soviético en la Segunda Guerra Mundial en la realización de una campaña de cerco combinada, fue un verdadero paso adelante en la guerra, atravesando la línea de defensa enemiga, y también la primera retirada forzada del ejército alemán de una parte (aunque no grande) del territorio soviético ocupado. Aunque no había una superioridad general en la fuerza general, los comandantes del 24.º Ejército sabían cómo gestionar las operaciones, concentrando en secreto fuertes fuerzas de ataque en una pequeña zona del frente para abrirse paso en la dirección del ataque principal, logrando Excelentes resultados de campaña.
Como resultado del ataque en Yelnia, el ejército soviético eliminó el "bulto de Yelnia" del ejército alemán. Esto mejoró la posición defensiva del 24º Ejército en particular y del Frente de Reserva en general. Este ataque también eliminó el riesgo de que el ejército nazi amenazara con amenazar el flanco izquierdo del Frente Occidental y la Reserva del ejército soviético, eliminando un importante trampolín alemán en el plan de ataque a Moscú.  
Durante la campaña de Yelnia, el ejército alemán perdió 45 mil soldados, incluida la división SS "Skull" del partido nazi. El número estimado de bajas soviéticas varió mucho según la fuente; entre los soldados muertos se encontraba el mayor general Konstantin Rakutin. El territorio recuperado resultó ser de unos 200 kilómetros cuadrados, pero la operación de Yelnia fue la primera victoria soviética. Las autoridades soviéticas no tardaron en aprovechar la Ofensiva de Yelnia con fines propagandísticos, anunciándola como una gran victoria del Ejército Rojo y presentando a Zhúkov como un héroe nacional. 